# Melithaea squarrosa
Melithaea squarrosa is een zachte koraalsoort uit de familie Melithaeidae. De koraalsoort komt uit het geslacht Melithaea. Melithaea squarrosa werd in 1909 voor het eerst wetenschappelijk beschreven door Kükenthal. 